# Окулярник японський
Окулярник японський (Zosterops japonicus) — вид горобцеподібних птахів родини окулярникових (Zosteropidae). Мешкає в Східній і Південно-Східній Азії.

## Опис
Довжина птаха становить 10—11,5 см, вага 9,5—13 г. Верхня частина тіла оливково-зелена, нижня частина тіла бліда, жовтувата або зеленувата. Лоб зелений, горло жовте, крила темно-коричневі з зеленуватими краями. Лапи та дзьоб чорнуваті або коричнуваті. Навколо очей характерні білі кільця, через які японською мовою птах називається яп. 目白, Mejiro, або «біле око». У дорослих птахів біле кільце перетинається чорною смугою, яка іде від дзьоба до очей, у молодих птахів воно відсутнє.

## Підвиди
Виділяють п'ятнадцять підвидів:
- Z. j. japonicus Temminck & Schlegel, 1847 — південь Сахаліну, Японія і південь Південної Корії;
- Z. j. stejnegeri Seebohm, 1891 — острови Ідзу на південь від Торісіми (Острови Нампо);
- Z. j. alani Hartert, E, 1905 — острів Іото;
- Z. j. insularis Ogawa, 1905 — північні острови Рюкю;
- Z. j. loochooensis Tristram, 1889 — острови Рюкю (крім північних);
- Z. j. daitoensis Kuroda, Nagamichi, 1923 — острови Дайто;
- Z. j. obstinatus Hartert, E, 1900 — острови Тернате, Тідоре, Бачан і Серам;
- Z. j. montanus Bonaparte, 1850 — нагір'я Суматри, Яви, Малих Зондських островів, Сулавесі і південних Молуккських островів;
- Z. j. difficilis Robinson & Kloss, 1918 — гора Демпо[en];
- Z. j. parkesi duPont, 1971 — острів Палаван;
- Z. j. whiteheadi Hartert, E, 1903 — північ Лусону;
- Z. j. diuatae Salomonsen, 1953 — північ Мінданао;
- Z. j. vulcani Hartert, E, 1903 — центр Мінданао;
- Z. j. pectoralis Mayr, 1945 — острів Негрос;
- Z. j. halconensis Mearns, 1907 — острів Міндоро.

Окулярник гірський (Zosterops montanus) раніше вважався окремим видом, однак за результатами молерулярно-генетичного дослідження виявився конспецифічним з японським окулярником. Китайський окулярник (Zosterops simplex) натомість вважався конспецифічним з японським окулярником, однак був визнаний окремим видом.

## Поширення та екологія
Японські окулярники живуть в широколистяних, хвойних, тропічних і мангрових лісах, чагарникових заростях, в садах і на плантаціях. Зазвичай вони живуть на висоті до 100 м над рівнем моря, однак на індонезійських островах подекуди трапляються на висоті до 2660 м над рівнем моря.

## Поведінка
Японські окулярники харчуються комахами, плодами та нектаром. Живуть зграями по 5—20 птахів. Шукають здобич на деревах, рідко спускаються на землю. Птахи активно взаємодіють між собою, розв'язуючи питання соціальної ієрархії. Вони є моногамними, а в гніздовий період — ще й територіальними. Самці захищають власну територію, не даючи іншим окулярникам гніздиться на ній.
Гнізд робиться з моху, лишайників, шерсті, павутиння і рослинних волокон, розміщується на дереві на висоті від 1 до 30 м над землею. Гніздо будується протягом 7—10 днів, птахи часто крадуть матеріали для його побудови з гнізд інших птахів. Воно, як правило, має чашоподібну форму, діаметр 56,2 мм і глибину 41,7 мм. В кладці 2—5 білих яєць. Інкубаційний період триває 10—12 днів, пташенята покриваються пір'ям на 10—12 день. Батьки продовжують піклуватися про пташенят ще 15—20 днів, після чого зазвичай проганяють їх. За сезон може вилупитися кілька виводків.

## Збереження
Через великий ареал і значну популяцію МСОП класифікує цей вид як такий, що не потребує особливих заходів зі збереження.

## Галерея

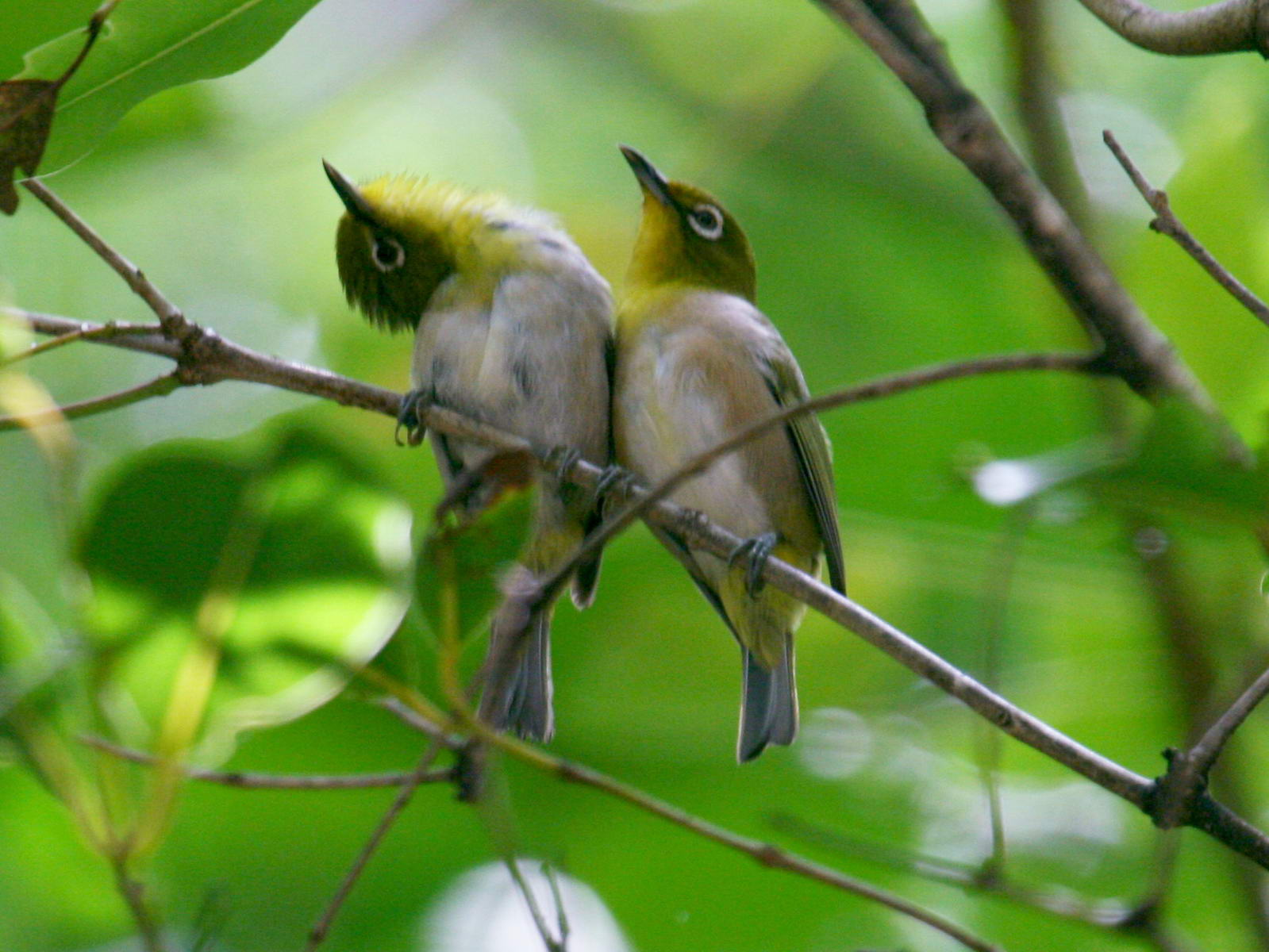
Пара японських окулярників
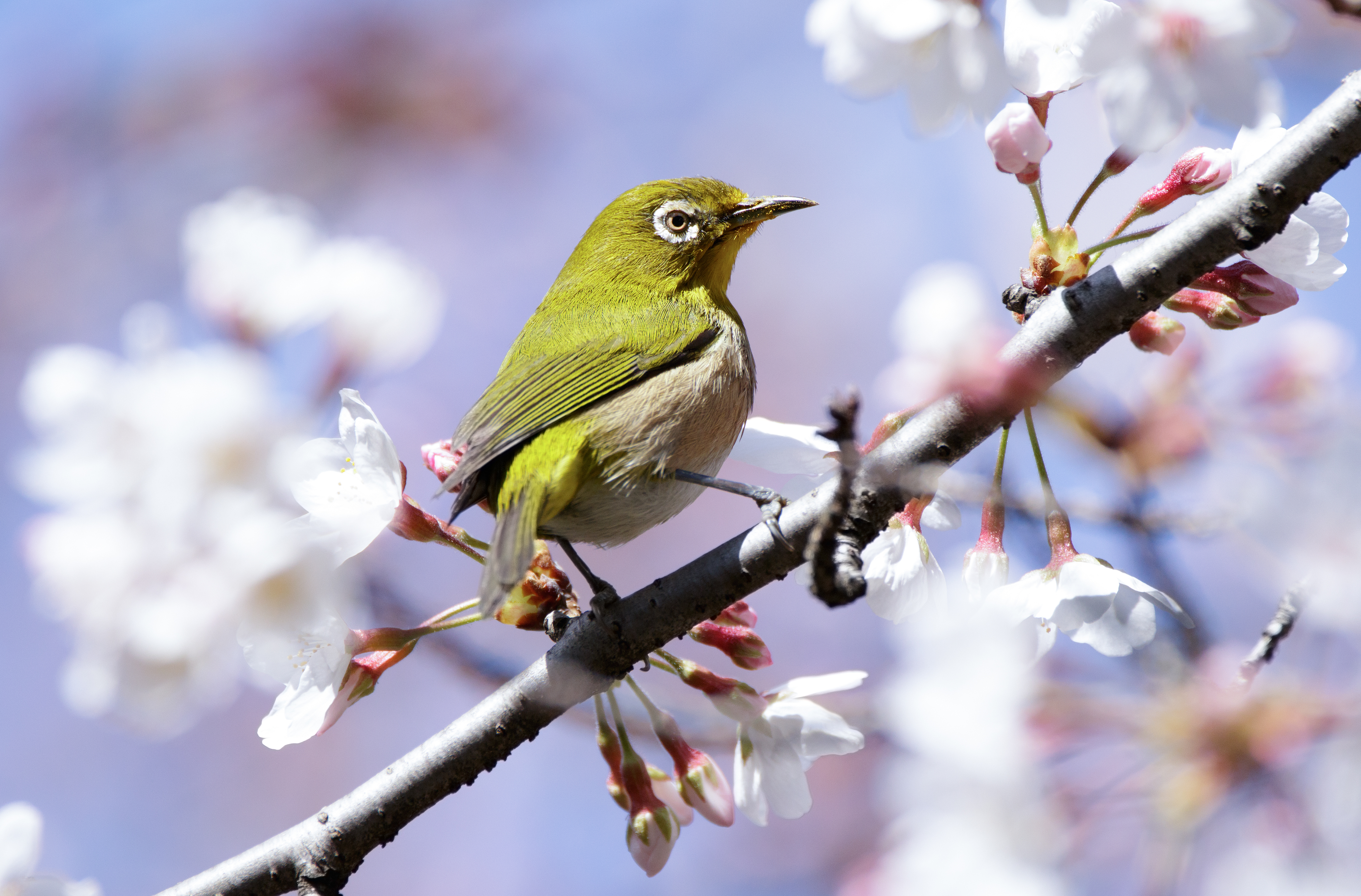
Японський окулярник в оранжереї Осаки
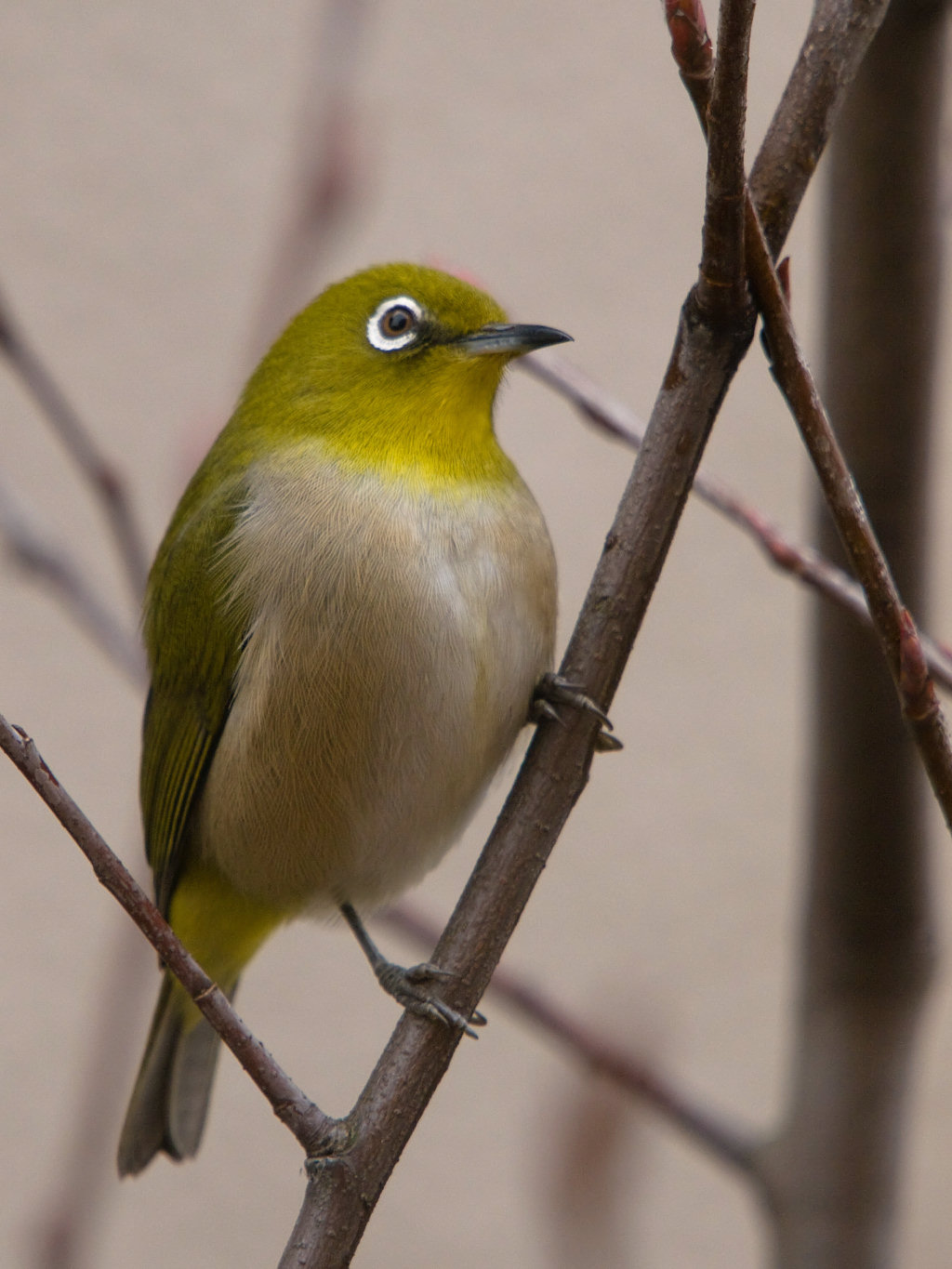
Японський окулярник